# Torre Maura (métro de Rome)
Torre Maura est une station de la ligne C du métro de Rome.

## Situation sur le réseau
Établie en souterrain, la station Torre Maura est située sur la ligne C du métro de Rome, entre la station Torre Spaccata, en direction de la station terminus ouest (provisoire) San Giovanni, et la station Giardinetti, en direction de la station terminus est Monte Compatri - Pantano.

## Histoire
La station Torre Maura  est mise en service le 9 novembre 2014, lors de l'ouverture à l'exploitation de la section de Parco di Centocelle à Monte Compatri - Pantano.